# Hevelios

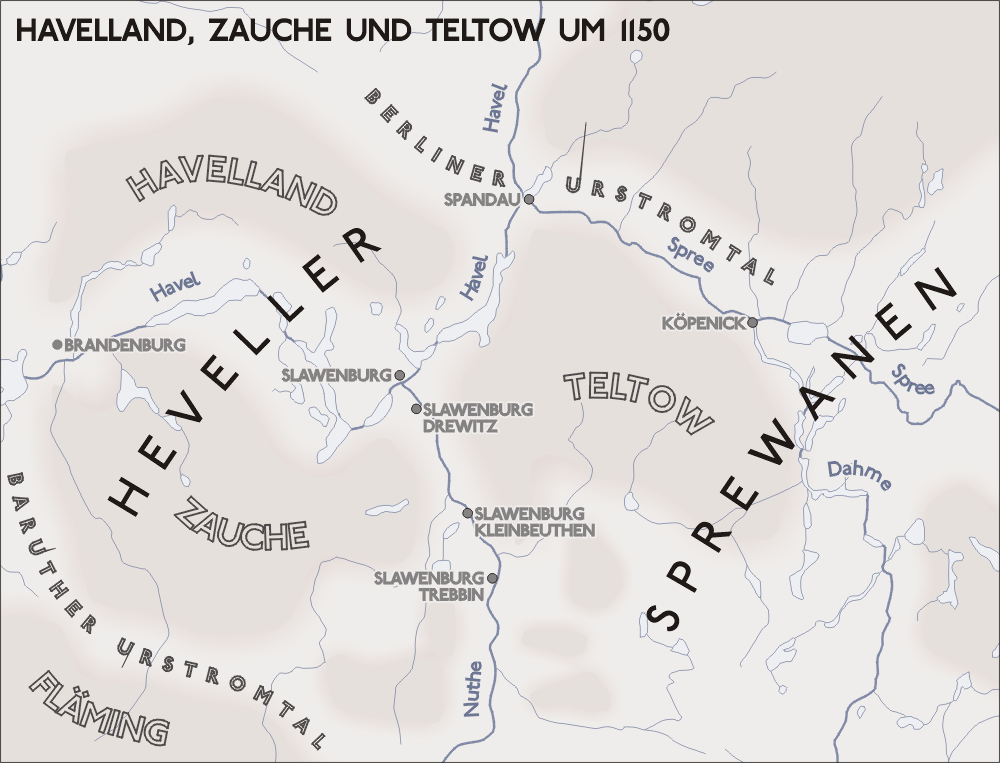
Tierras de los hevelios y de los esprevanos, hacia 1150

Los Hevelios o Hevelianos fueron una tribu de los eslavos polabios, que se asentaron alrededor del río Havel, actualmente en el estado de Brandeburgo en Alemania a partir del siglo VIII.
Las tribus eslavas occidentales (Wendos) se establecieron en la región Germania Slavica desde el siglo VII. Los Hehfeldi como los llamó el Geógrafo Bávaro, construyeron alrededor de 850 su principal fortificación en Brenna (que más tarde se convertiría en Brandeburgo) y una posición fortificada importante en el actual emplazamiento de Spandau. En 906 la princesa hevelia Drahomíra se casó con el duque Bratislao I de Bohemia de la dinastía Premislida.
Brenna fue ocupada por los germanos en su campaña eslava de 928/29 e incorporada por el rey de Alemania Enrique I de Sajonia a la Marca Geronis. El sucesor de Enrique, Otón I, estableció en 948 el obispado de Brandeburgo para cristianizar a la población pagana. Estos esfuerzos se interrumpieron durante la gran revuelta eslava de 983 en la Marca del Norte, que de nuevo desafió el control alemán sobre la región. Junto con los esprevanos vecinos al este, los hevelios combatieron no sólo contra los sajones, sino también contra otras tribus eslavas.
El príncipe hevelio Pribislau, muerto en 1150, legó finalmente sus tierras al conde ascanio Alberto I. Alberto no pudo reconquistar el territorio de la antigua Marca del Norte hasta 1157, donde estableció el margraviato de Brandeburgo. Los eslavos hevelios fueron asimilados gradualmente por colonos alemanes en el curso de la Ostsiedlung.